# Морев, Глеб Алексеевич
Глеб Алексе́евич Мо́рев (род. 3 июля 1968, Ленинград, СССР) — российский литературовед и журналист, исследователь русского литературного модернизма и авангарда, редактор.

## Биография
В 1992 году окончил философский факультет Тартуского университета (отделение русского языка и литературы). Специалист по истории русской литературы XX века от раннего (Михаил Кузмин, Андрей Николев, Осип Мандельштам) до позднего (Иосиф Бродский, Евгений Харитонов и др.) модернизма.
В 1989—1992 годах — младший, затем старший научный сотрудник Музея Анны Ахматовой в Фонтанном доме. В 1989—1990 годах — редактор журнала «Вестник новой литературы» (Ленинград, вып. 1—2), член редколлегии самиздатского литературного журнала «Равноденствие» (Москва, 1989—1990). В 1993—1997 годах — докторант Еврейского университета в Иерусалиме. В 1998 году — редактор журнала «Сеанс» (Санкт-Петербург). В 1999—2002 годах — главный редактор журнала «Новая русская книга» (Санкт-Петербург). С 2002 года — в Москве, главный редактор журнала «Критическая Масса» (2002—2007). В 2008—2012 годах — шеф-редактор раздела «Медиа» сайта OpenSpace.ru. В 2012—2022 годах — шеф-редактор отдела «Литература» сайта Colta.ru. В 2013—2014 годах — автор и руководитель проекта РИА Новости «Независимые медиа в России: четверть века» (приостановлен в связи с закрытием РИА Новости). В 2016—2019 годах — главный редактор сайта проекта «Открытый университет».
Член редколлегии журнала «Зеркало» (с 1996). Член Союза писателей Санкт-Петербурга (с 1999), Комитета Премии Андрея Белого (1999—2014), Литературной академии премии «Большая книга» (с 2007; вышел из академии в феврале 2022 года), Коллегии номинаторов Фонда стипендий памяти Иосифа Бродского (с 2007).
В настоящее время живёт в Берлине.

## Награды
Шорт-лист премии «Анти-Букер» (1998, за комментарии к «Дневнику 1934 года» М. А. Кузмина).
Лауреат Премии Андрея Белого (2017, номинация «За заслуги перед русской литературой»). От премии отказался.
Лауреат премии «Профессия — журналист» фонда «Открытая Россия» (2019, номинация «Публицистика + аналитика», статья «Кто сказал „а“: выезд Иосифа Бродского из СССР»).

## Семья
Жена — писательница, поэтесса, редактор Мария Степанова.